# Heinrich Reinhardt (Schachspieler)
Enrique Alfredo Kurt Reinhardt (gebürtig Heinrich Alfred Kurt Reinhardt) (* 29. März 1903 in Stettin; † 14. Juni 1990 in Argentinien) war ein deutsch-argentinischer Schachspieler.
Reinhardt nahm an den Deutschen Meisterschaften 1934, 1935 sowie jeweils in Bad Oeynhausen 1937 und 1938 teil. Sein bestes Ergebnis war ein zweiter Platz 1934 in Aachen hinter Carl Carls.
Bei der Schacholympiade 1939 in Buenos Aires spielte er am ersten Reservebrett und erzielte 6,5 Punkte aus 12 Partien (+5 =3 −4). Die deutsche Mannschaft gewann die Goldmedaille. Wegen des Kriegsausbruchs kehrten er und seine Mannschaftskameraden Erich Eliskases (1913–1997), Ludwig Engels (1905–1967), Albert Becker (1896–1984) und Paul Michel (1905–1977) nicht mehr nach Europa zurück, sondern begannen ein neues Leben in Südamerika. 
An den Landesmeisterschaften von Argentinien beteiligte sich Reinhardt 1952, 1954, 1955, 1958, 1959, 1960 und 1961. An Zonenturnieren nahm er 1951 in Mar del Plata und 1960 in São Paulo teil. 
Seine beste historische Elo-Zahl von 2518 hatte er im Juni 1934, damit lag er auf Platz 64 der für diesen Zeitpunkt nachträglich berechneten Weltrangliste.